# Seznam osebnih imen na D
Seznam osebnih imen, ki se pričnejo s črko D.

## Seznam

### Da
- Dafina
- Dag
- Dagmar
- Dagmar (moško ime)
- Dajana
- Dalia
- Dalibor
- Daliborka
- Dalija
- Dalika
- Dalila
- Dajana
- Damian
- Damijan
- Damijana
- Damir
- Damira
- Damjan
- Damjana
- Dan
- Dana
- Danaja
- Dane
- Danej
- Dani
- Danica
- Daniel
- Daniela
- Daniele
- Danijel
- Danijela
- Danila
- Danilo
- Danimir
- Danimira
- Danjel
- Danjela
- Danka
- Danko
- Dara
- Dare
- Darian
- Darij
- Darija
- Darijan
- Darijo
- Darina
- Darinka
- Darinko
- Dario
- Daris
- Darja
- Darjan
- Darjo
- Darka
- Darko
- Daša
- David
- Davida
- Davide
- Davor
- Davorin
- Davorina
- Davorka
- Davud

### De
- Dea
- Dean
- Deana
- Debbie
- Debora
- Deborah
- Debra
- Deja
- Dejan
- Dejana
- Dejvid
- Demetrij
- Demi
- Demir
- Demirel
- Den
- Deni
- Denis
- Denis (žensko ime)
- Denisa
- Denise
- Dennis
- Desire
- Desiree
- Dezider
- Deziderij

### Di
- Diana
- Dia
- Diego
- Dijana
- Dimitrij
- Din
- Dina
- Dino
- Dionizij
- Dita
- Ditka
- Dmitrij

### Do
- Dolores
- Domagoj
- Domen
- Dominik
- Dominika
- Don
- Dona
- Donat
- Donata
- Donika
- Donna
- Dora
- Dorica
- Dorian
- Dorijan
- Dorina
- Doris
- Dorjana
- Dorotea
- Dorotej
- Doroteja
- Don (pasje ime)

### Dr
- Draga
- Dragan
- Dragana
- Dragi, moško ime
- Dragi, žensko ime
- Dragica
- Draginja
- Dragiša
- Drago
- Dragoljub
- Dragoljuba
- Dragomil
- Dragomila
- Dragomir
- Dragomira
- Dragoslav
- Dragoslava
- Dragotin
- Dragotina
- Dragutin
- Dražen
- Draženka
- Draženko
- Drejc
- Drejče
- Driton

### Du
- Dunja
- Duša
- Dušan
- Dušana
- Dušanka
- Duška
- Duško
- Džan
- Duana